# Theridion coyoacan
Theridion coyoacan är en spindelart som beskrevs av Claude Lévi 1959. Theridion coyoacan ingår i släktet Theridion och familjen klotspindlar. Inga underarter finns listade i Catalogue of Life.